# Вінчестер (Міссурі)
Вінчестер (англ. Winchester) — місто (англ. city) в США, в окрузі Сент-Луїс штату Міссурі. Населення — 1447 осіб (2020).

## Географія
Вінчестер розташований за координатами 38°35′23″ пн. ш. 90°31′34″ зх. д. / 38.58972° пн. ш. 90.52611° зх. д. (38.589677, -90.526071).  За даними Бюро перепису населення США в 2010 році місто мало площу 0,64 км², уся площа — суходіл.

## Демографія
Згідно з переписом 2010 року, у місті мешкало 1547 осіб у 596 домогосподарствах у складі 386 родин. Густота населення становила 2419 осіб/км².  Було 608 помешкань (951/км²).
Расовий склад населення:
| - 92,6 % — білих - 1,4 % — азіатів - 1,2 % — чорних або афроамериканців - 0,5 % — корінних американців - 0,1 % — вихідців з тихоокеанських островів - 1,6 % — осіб інших рас |

До двох чи більше рас належало 2,7 %. Частка іспаномовних становила 4,4 % від усіх жителів.
За віковим діапазоном населення розподілялося таким чином: 22,0 % — особи молодші 18 років, 61,8 % — особи у віці 18—64 років, 16,2 % — особи у віці 65 років та старші. Медіана віку мешканця становила 36,8 року. На 100 осіб жіночої статі у місті припадало 91,5 чоловіків;  на 100 жінок у віці від 18 років та старших — 93,6 чоловіків також старших 18 років.
Середній дохід на одне домашнє господарство  становив 62 041 долар США (медіана — 53 472), а середній дохід на одну сім'ю — 70 610 доларів (медіана — 66 406). Медіана доходів становила 49 375 доларів для чоловіків та 35 987 доларів для жінок. За межею бідності перебувало 2,8 % осіб, у тому числі 2,6 % дітей у віці до 18 років та 2,8 % осіб у віці 65 років та старших.
Цивільне працевлаштоване населення становило 784 особи. Основні галузі зайнятості: освіта, охорона здоров'я та соціальна допомога — 17,3 %, роздрібна торгівля — 16,5 %, науковці, спеціалісти, менеджери — 13,8 %, мистецтво, розваги та відпочинок — 12,1 %.